# Shirataka
Shirataka (白鷹町?) è una cittadina giapponese della prefettura di Yamagata.